# Sidney J. Furie
Sidney J. Furie (Toronto, 28 februari 1933) is een Canadees filmregisseur, scenarioschrijver en filmproducent.

## Biografie
Furie werd geboren als Sholom Joseph Furie op 28 februari 1933 in Toronto als zoon van Samuel Furie en Ann Tawil, Joodse immigranten uit Polen. Hij studeerde aan de Carnegie Mellon University in Pittsburgh (Pennsylvania), waar hij een diploma in de audiovisuele kunsten behaalde.
Hij begon zijn carrière als schrijver bij de Canadian Broadcasting Corporation, waar hij in 1957 zijn eerste langspeelfilm A Dangerous Age schreef en regisseerde. De film, die in zijn geboorteland grotendeels over het hoofd werd gezien, werd goed ontvangen door Britse critici en bracht de regisseur ertoe om naar Engeland te verhuizen.
Daar kende hij in 1964 zijn grote doorbraak met de spionagefilm The IPCRESS File met Michael Caine in de hoofdrol. De film werd alom geprezen en won een BAFTA Award voor "Beste Britse film", een Edgar Award voor "Beste scenario" en werd genomineerd voor een Gouden Palm op het prestigieuze filmfestival van Cannes.
Vervolgens verhuisde Furie naar Hollywood, waar hij de western The Appaloosa (1966) regisseerde met Marlon Brando en John Saxon in de hoofdrollen. Daarna volgden films als The Lawyer (1970) en Lady Sings the Blues (1972), een film over het leven van Billie Holiday waarvoor hoofdrolspeelster Diana Ross een Oscarnominatie kreeg voor "Beste actrice".
In 1987 draaide hij de superheldenfilm Superman IV: The Quest for Peace, die geplaagd werd door last-minute bezuinigingen, waardoor Furie gedwongen werd om de productie van New York naar Milton Keynes te verhuizen, geplande decors te verkleinen of te schrappen en goedkopere, ondermaatse visuele effecten te gebruiken. De film werd artistiek en commercieel een gigantische flop.
Vanaf de jaren negentig draaide Furie ook enkele televisiefilms en direct-naar-video actiefilms en regisseerde hij afleveringen van televisieseries, waaronder Pensacola: Wings of Gold en V.I.P.
In 2010 ontving hij een "Lifetime Achievement Award" van de Directors Guild of Canada.

## Filmografie
- A Dangerous Age (1958)
- A Cool Sound from Hell (1959)
- During One Night (1960)
- Dr. Blood's Coffin (1961)
- The Snake Woman (1961)
- The Young Ones (1961)
- Three on a Spree (1961)
- The Boys (1962)
- Wonderful Life (1964)
- The Leather Boys (1964)
- The IPCRESS File (1965)
- The Appaloosa (1966)
- The Naked Runner (1967)
- The Lawyer (1970)
- Little Fauss and Big Halsy (1970)
- Lady Sings the Blues (1972)
- Hit! (1973)
- Sheila Levine Is Dead and Living in New York (1975)
- Gable and Lombard (1976)
- The Boys in Company C (1977) (ook scenarist)
- The Jazz Singer (1980) (niet op aftiteling)
- The Entity (1982)
- Purple Hearts (1984)
- Iron Eagle (1986) (ook scenarist)
- Superman IV: The Quest for Peace (1987)
- Iron Eagle II (1988) (ook scenarist)
- The Taking of Beverly Hills (1991) (ook scenarist)
- Ladybugs (1992)
- Iron Eagle on the Attack (1995)
- Hollow Point (1996)
- Top of the World (1997)
- The Rage (1997)
- In Her Defense (1999)
- My 5 Wives (2000)
- Cord (2000) (direct-naar-video)
- Partners in Action (2002)
- The Fraternity (2002)
- Global Heresy (2002)
- Detention (2003)
- Direct Action (2004) (ook scenarist)
- American Soldiers (2005)
- The Four Horsemen (2008) (direct-naar-dvd)
- Conduct Unbecoming (2011) (direct-naar-dvd)
- Pride of Lions (2014) (direct-naar-dvd)
- Drive Me to Vegas and Mars (2018)